# Cérons

Cérons este o comună în departamentul Gironde din sud-vestul Franței. În 2009 avea o populație de 1.776 de locuitori.

## Evoluția populației
| An        | 1975  | 1982  | 1990  | 1999  | 2006  | 2009  |
| --------- | ----- | ----- | ----- | ----- | ----- | ----- |
| Populație | 1.281 | 1.308 | 1.319 | 1.347 | 1.556 | 1.776 |